# التحرر التعويضي
والتحرر التعويضي هو طريقة لإنهاء الرق، يحصل بموجبها مالك الشخص المستعبد على تعويض مقابل ممارسة الجنس معه. قد يكون هذا نقديا، أو قد يكون فترة عمل، أو فترة فترة عمل. نادرا ما كان التعويض النقدي مساويا للقيمة السوقية للعبيد.
واعتبر السند حلا وسطا بين الرق والتحرر الصريح، وهي خطوة وسيطة. ومع ذلك، فإن إحدى خصائص التحرر التعويضي هي أنه لا أحد سعيد جدا به. واشتكى المالكون من أن تعويضاتهم ضئيلة مقارنة بخسارتهم؛ كانوا يتقاضون أجورا أقل، أقل بكثير في كثير من الأحيان، مما كان يمكن أن يبيعه مالك العبيد للشخص المستعبد (القيمة السوقية). واشتكت الحكومات والمواطنون غير المالكين للعبيد من العبء المالي لتعويض المالكين، في حين بدا من السخرية بالنسبة للمستعبدين سابقا أن يحصل أولئك الذين استفادوا طوال الوقت من الرق على تعويض إضافي، في حين أن ضحاياه لا يحصلون على أي تعويض على الإطلاق.
لا شك أن نظام التوريد يمثل تحسنا على العبودية ذاتها؛ ولم يكن من الممكن نقل أولئك الذين تم ترحيلهم قسرا، ولم يعد من الممكن سلب الأطفال وغيرهم من أفراد الأسرة بالقوة، ولم يعد من الممكن جلدهم أو اغتصابهم. ومع ذلك، فإنها لا تزال غير حرة.

## الانتقال بعيدا عن العبودية
وعادة ما يسن التحرر التعويضي كجزء من قانون يحظر الرق حظرا باتا أو ينشئ مخططا يتم بموجبه التخلص التدريجي من الرق في نهاية المطاف. وكثيرا ما كانت مصحوبة أو مسبوقة بقوانين تتناول التحرر التدريجي بمنح الحرية لمن يولدون للعبيد بعد تاريخ معين. ومن بين القوى الأوروبية، كان الرق في المقام الأول قضية مع مستعمراتها في الخارج. سنت الإمبراطورية البريطانية سياسة التحرر التعويضي (حوالي 40٪[بحاجة لمصدر]) لمستعمراتها في عام 1833، تليها فرنسا في عام 1848، والدنمارك، في عام 1849، وهولندا في عام 1863. فقد حررت معظم دول أمريكا الجنوبية ومنطقة البحر الكاريبي العبودية من خلال مخططات تعويضية في خمسينات وستينات القرن التاسع عشر، في حين أقرت البرازيل خطة للتحرر التدريجي والتعويضي في عام 1871، وتبعتها كوبا في عام 1880 بعد أن سنت الحرية عند الولادة قبل عقد من الزمان.

## تحرير الولايات المتحدة
وفي الولايات المتحدة، كان تنظيم الرق في الغالب وظيفة من وظائف الدولة. واتبعت الولايات الشمالية مسارا من التحرر التدريجي. خلال الحرب الأهلية، في نوفمبر 1861، صاغ الرئيس لينكولن قانون سيتم عرضه على الهيئة التشريعية في ولاية ديلاوير، وهي واحدة من الولايات الأربع غير الحرة التي ظلت موالية (والبعض الآخر كنتاكي وميريلاند وميسوري)، من أجل التحرر التعويضي. ومع ذلك هزم هذا بصعوبة. وكان لنكولن أيضا وراء التشريع الوطني لتحقيق نفس الغاية، ولكن الولايات الجنوبية، التي اعتبرت نفسها قد انفصلت عن الاتحاد، تجاهلت المقترحات.
فقط في المنطقة كولومبيا, أي كان تحت رعاية مباشرة فيديرالية, كان عوضت تحرير يسن. في 16 أبريل 1862، وقع الرئيس لينكولن قانون التحرر التعويضي لمقاطعة كولومبيا. حظر هذا القانون العبودية في المقاطعة، مما أجبر أصحاب العبيد البالغ عددهم 900 شخص على إطلاق سراح عبيدهم، حيث تدفع الحكومة الفيدرالية للمالكين ما متوسطه حوالي 300 دولار (أي ما يعادل 8000 دولار في عام 2019) لكل منهم. في عام 1863، فشل تشريع الولاية نحو التحرر التعويضي في ولاية ماريلاند في تمريره، وكذلك محاولة إدراجه في دستور ولاية ميسوري المكتوب حديثا.

## دول وإمبراطوريات أخرى
الدول والإمبراطوريات الأخرى التي نفذت التحرر التعويضي:
الأرجنتين
بوليفيا
البرازيل
الإمبراطورية البريطانية
شيلي
كولومبيا
المستعمرات الدنماركية
هولندا
الإكوادور
مملكة فرنسا
الإمبراطورية الاستعمارية الفرنسية
المكسيك وأمريكا الوسطى
باراغواي
بيرو
الإمبراطورية الإسبانية
السويد
أوروغواي
فنزويلا
المملكة المتحدة
الولايات المتحدة (مقاطعة كولومبيا فقط)